# Seminário Teológico Batista do Sudoeste
O Seminário Teológico Batista do Sudoeste (em inglês:  Southwestern Baptist Theological Seminary) é um seminário batista em Fort Worth, Texas, Estados Unidos. Ele é afiliado à Convenção Batista do Sul.

## História
A escola tem suas origens no departamento de teologia da Baylor University através da Convenção Batista do Sul em Waco (Texas) em 1901.   Fue fundada oficialmente con su nombre actual en 1908.   En 1910, se mudó a Fort Worth.  Em 2011, um campus foi estabelecido na prisão Darrington Unit em Condado de Brazoria (Texas). A escola reduziu significativamente o índice de violência na prisão. Em 2019, a escola ficou em 2º lugar nos seminários evangélicos nos Estados Unidos pelo número de matrículas com 1.521 estudantes em período integral.  Para o ano 2021-2022, teve 2.071 alunos. 

## Controvérsias
Em 2019, após os escândalos de acusações de abuso sexual envolvendo o diácono Paul Pressler e os acobertamentos de abusos sexuais envolvendo a ex-presidente do Seminário, Paige Patterson, a escola retirou os vitrais que representavam os atores do ressurgimento conservador, localizados na capela MacGorman, inaugurada em 2011. 
Em 2023, os curadores relataram que o seminário acumulou um déficit de US$ 140,1 milhões de 2002 a 2022, devido a despesas excessivas da presidente Paige Patterson. 